# Aldern
Aldern är en sjö i Ånge kommun i Medelpad som ingår i Ljungans huvudavrinningsområde. Sjön är 18 meter djup, har en yta på 1,88 kvadratkilometer och är belägen 236,1 meter över havet. Sjön avvattnas av vattendraget Ljungan.

## Delavrinningsområde
Aldern ingår i det delavrinningsområde (692651-148087) som SMHI kallar för Utloppet av Aldern. Medelhöjden är 274 meter över havet och ytan är 16,32 kvadratkilometer. Räknas de 543 avrinningsområdena uppströms in blir den ackumulerade arean 5 329,7 kvadratkilometer. Avrinningsområdets utflöde Ljungan mynnar i havet. Avrinningsområdet består mestadels av skog (78 procent). Avrinningsområdet har 1,89 kvadratkilometer vattenytor vilket ger det en sjöprocent på 11,5 procent.